# Петъчна джамия в Исфахан
Петъчната джамия в Исфахан (на персийски: مسجد جامع اصفهان) е разположена в историческия център на града.
Разглежда се като зашеметяваща илюстрация на еволюцията на джамийната архитектура за времето си. Тя е и най-старата запазена сграда от този тип в Иран и прототип за по-късно проектиране на джамии в централна Азия. Двойните ѝ оребрени куполи, са архитектурно нововъведение, което вдъхновява строители в целия регион. Джамията е украсена и със забележителни декоративни детайли, характерни за ислямското изкуство.
През 2012 г. Петъчната джамия в Исфахан е включена в Списъка на световното културно и природно наследство на ЮНЕСКО.
Разположена е върху повече от 20 000 кв. м. Четирите ѝ портала (айвани), насочени към посоките на света, я правят най-голямата джамия в Иран.
Основната структура на Петъчната джамията датира от 11 век. Настоящият ѝ изглед е резултат от непрекъснато строителство, реконструкция, допълване и обновяване от около 771 г. до края на 20 век. Най-голямата част от сградата принадлежи към епохата на Селджуците.
Отличителен аспект на джамията е нейната градска интеграция. Разположена в центъра на стария град, джамията споделя стени с други сгради, които се намират в периметъра ѝ. Поради огромното си разположение, джамията улеснява обществената мобилност и търговската дейност, тъй като формира пешеходен хъб.